# Kabinetsformatie in Nederland

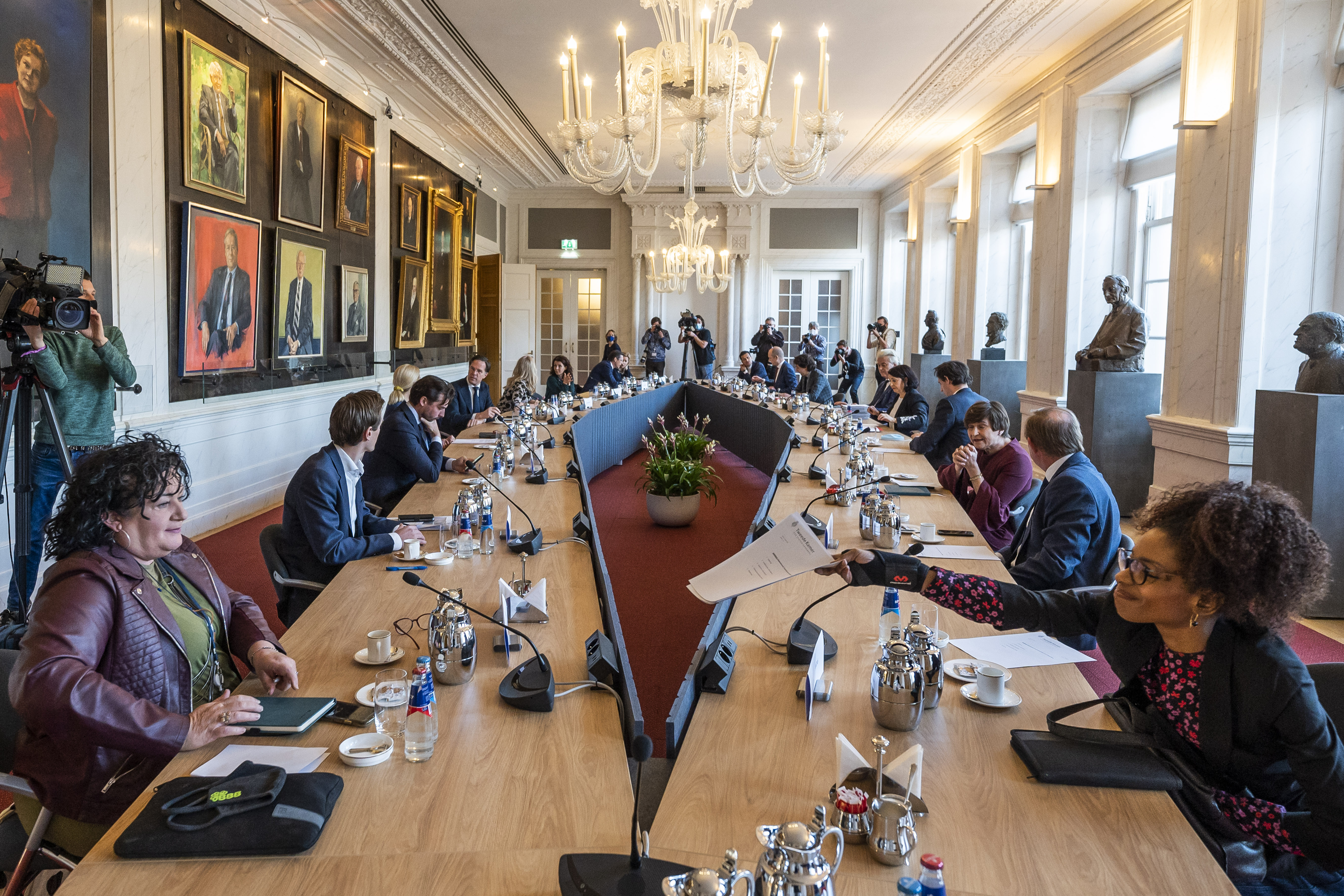
Beoogde 17 fractievoorzitters bijeen tijdens de kabinetsformatie van 2021-'22 om een verkenner aan te wijzen.

Kabinetsformatie in Nederland is het proces van regeringsformatie van een Nederlands kabinet, bestaand uit ministers en staatssecretarissen. De meeste kabinetsformaties vinden plaats na Tweede Kamerverkiezingen, maar deze kunnen ook tussentijds plaatsvinden.
Voor de manier waarop een formatie plaatsvindt bestaan geen wettelijke bepalingen. Alleen het benoemen van bewindspersonen aan het einde van de formatie door het staatshoofd is vastgelegd in de Grondwet. Er is wel in het gewoonterecht de vertrouwensregel, die stelt dat het het te vormen kabinet het vertrouwen moet hebben van de meerderheid van het parlement. Op grond van het parlementair stelsel is er ook voldoende steun nodig in het parlement om wetsvoorstellen aan te nemen. Deze regels worden aangevuld met conventies, tradities en gewoontes, die door de loop der jaren zijn ontstaan en ook weer zijn veranderd.

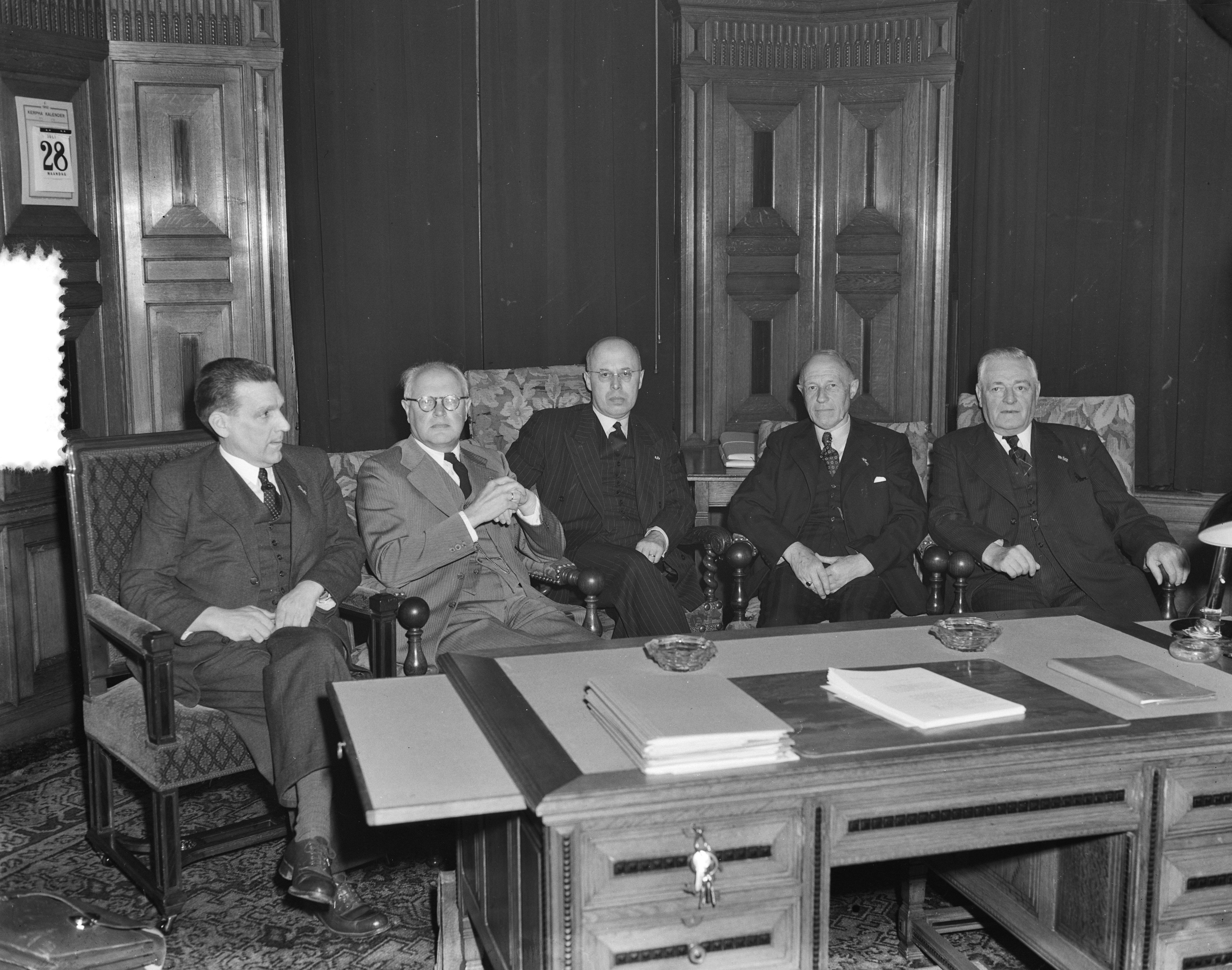
Formateur Louis Beel ontvangt de vier fractieleiders tijdens de kabinetsformatie van 1952.

De formatie valt grofweg onder te verdelen in drie fases. Tijdens de verkennende fase onderzoekt een verkenner of informateur welke politieke partijen samen een kabinet willen gaan vormen. In de daaropvolgende informatiefase wordt onder leiding van een informateur onderhandeld over het toekomstige beleidsprogramma van het kabinet, vast te leggen in een regeerakkoord. Tijdens de formerende fase worden onder leiding van een formateur de portefeuilles van de bewindspersonen vastgesteld, verdeeld over de partijen en worden ministers en staatssecretarissen gezocht. Wat er in de verschillende fases wordt besproken ligt niet vast en als een fase niet tot het gewenste resultaat voert, kan terug gegaan worden naar een eerdere fase. Aan het einde worden de personen die zullen gaan plaatsnemen in het kabinet, door de koning(in) benoemd en beëdigd. Ten slotte legt het nieuwe kabinet in de Tweede Kamer de regeringsverklaring af.

## Verloop
Het verloop van de formatie na verkiezingen valt grofweg op te delen in drie fasen: verkennende, construerende (ook bekend als informatiefase) en formatiefase. In deze fasen worden afspraken gemaakt over de vier p's: welke partijen meedoen aan kabinet, welk programma het kabinet heeft, wat de portefeuilleverdeling is over de partijen en ten slotte welke personen toetreden tot het kabinet. Als het een formatie na kabinetsval betreft, worden vaak niet alle stappen doorlopen.
De formatie vindt primair plaats tussen de Tweede Kamerfracties. De Eerste Kamer heeft daar doorgaans geen rol in. De Eerste Kamer is wel nodig voor wetten en de vertrouwensregel, maar wordt geacht zich daarin terughoudend op te stellen. Desalniettemin komt het in de praktijk voor dat de Eerste Kamervoorzitter wordt geraadpleegd of dat er contact is met Eerste Kamerfracties. De regie over de kabinetsformatie ligt sinds 2012 bij de Tweede Kamer. De Koning benoemt en beëdigt aan het einde van het proces het nieuwe kabinet en wordt als staatshoofd en lid van de regering daarom regelmatig geïnformeerd over het verloop van de formatie.

### Aanleiding
Kabinetsformaties vinden doorgaans plaats na Tweede Kamerverkiezingen. Naar aanleiding van de formatie van 1922 is het de conventie dat een kabinet ontslag aanbiedt rond de verkiezingen. Een formatie kan ook plaatsvinden nadat het kabinet ontslag heeft aangeboden na een kabinetscrisis. Sinds 1972 is het conventie dat er geen kabinetswissel plaatsvindt zonder verkiezingen, maar kan een kabinet wel gelijmd worden of gedeeltelijk voortgezet worden als rompkabinet.

### Verkenningsfase

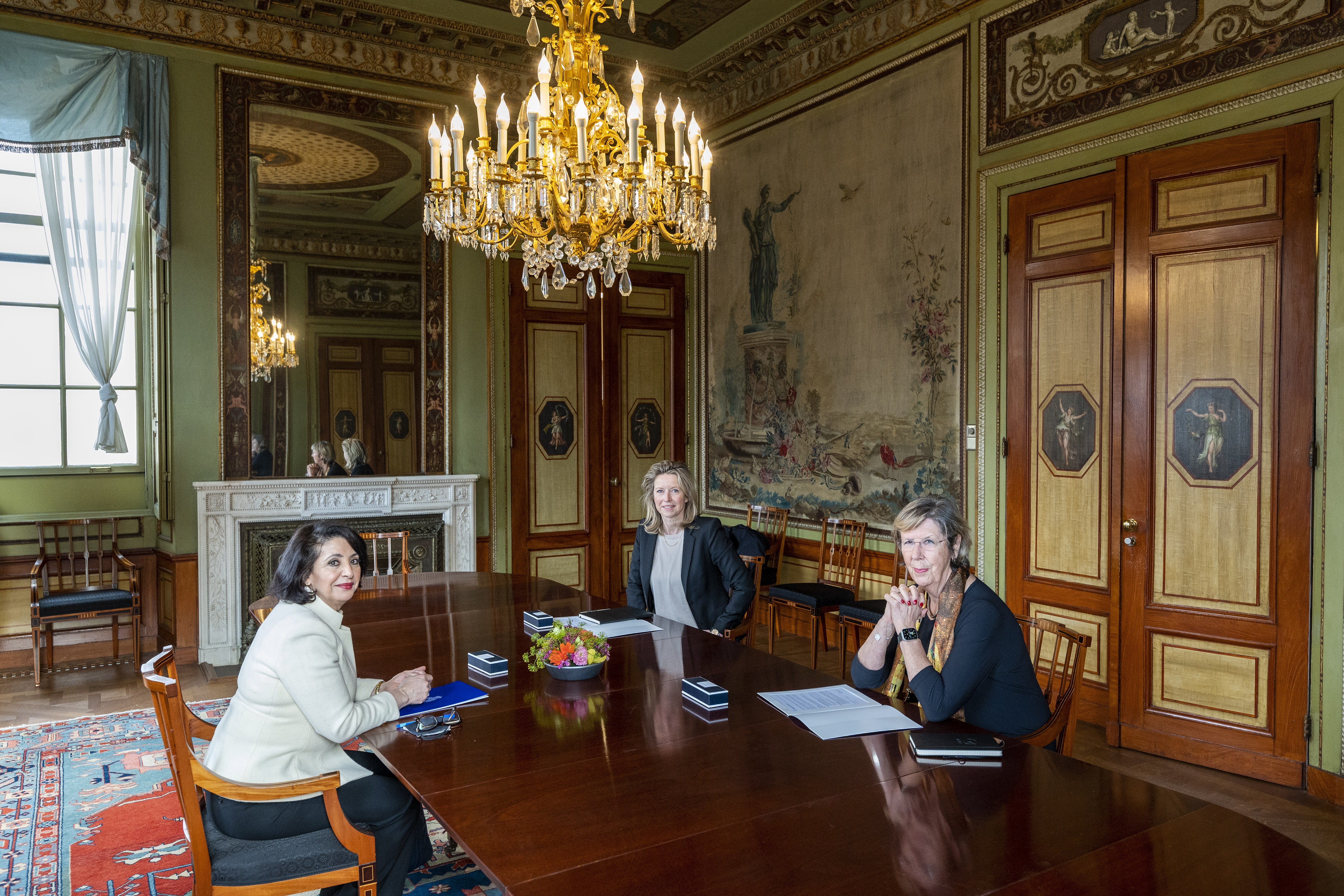
Tweede Kamervoorzitter Khadija Arib overhandigt aan het begin van de kabinetsformatie van 2021-'22 een opdracht aan verkenners Kajsa Ollongren en Annemarie Jorritsma.

De dag na de verkiezingen vergaderen de beoogde fracties, hoewel de uitslag dan nog niet definitief is en pas twee weken later de nieuwe Kamer geïnstalleerd wordt. De beoogde fractie kiest dan de fractievoorzitter, wat in de meeste gevallen de lijsttrekker is. Vaak wordt dan besproken wat de inzet is voor de formatie. Een dag later komen de beoogde fractievoorzitters bijeen om een verkenner aan te wijzen. Het gebruik is dat de grootste partij een verkenner voordraagt. De verkenner heeft vervolgens de taak te inventariseren bij alle partijen met welke partijen programmatische onderhandelingen kunnen beginnen. Aan het begin en aan het einde van de opdracht houdt de verkenner — net als later de (in)formateur — een persconferentie. De verkenner maakt een verslag, waarin de verkenner een aanbeveling doet voor het vervolgproces. Dit verslag wordt met de verkenner besproken in het debat over de verkiezingsuitslag, wat zo snel mogelijk na installatie van de nieuwe Kamer plaatsvindt.
Op een later moment in de formatie, bijvoorbeeld nadat onderhandelingen tussen partijen mislukt zijn, kan er behoefte zijn aan een nieuwe verkenning. Dit wordt dan uitgevoerd door een informateur.

### Informatiefase
In de informatiefase worden een of meerdere informateurs aangewezen. Het is gebruikelijk dat de nieuwe informateur(s) nog een gesprek voert met de voorganger(s). Daarna beginnen gesprekken met een combinatie van partijen waarmee op basis van de verkenning een regeringscoalitie gevormd kan worden. Onderwerpen van de onderhandelingen zijn doorgaans het regeringsprogramma en de verdeling van de posten. Het resultaat hiervan is een conceptregeerakkoord, dat de informateur opneemt in het eindverslag. De informateur beveelt hierin ook een formateur aan. Over het conceptregeerakkoord vindt alvorens de formateur benoemd wordt een debat plaats in de Tweede Kamer waar de fracties hun mening over kunnen geven.
Als de onderhandelingen geen resultaat opleveren, kan de informateur zijn opdracht teruggeven. Er wordt dan op basis van adviezen een nieuwe informateur benoemd.

### Formatiefase

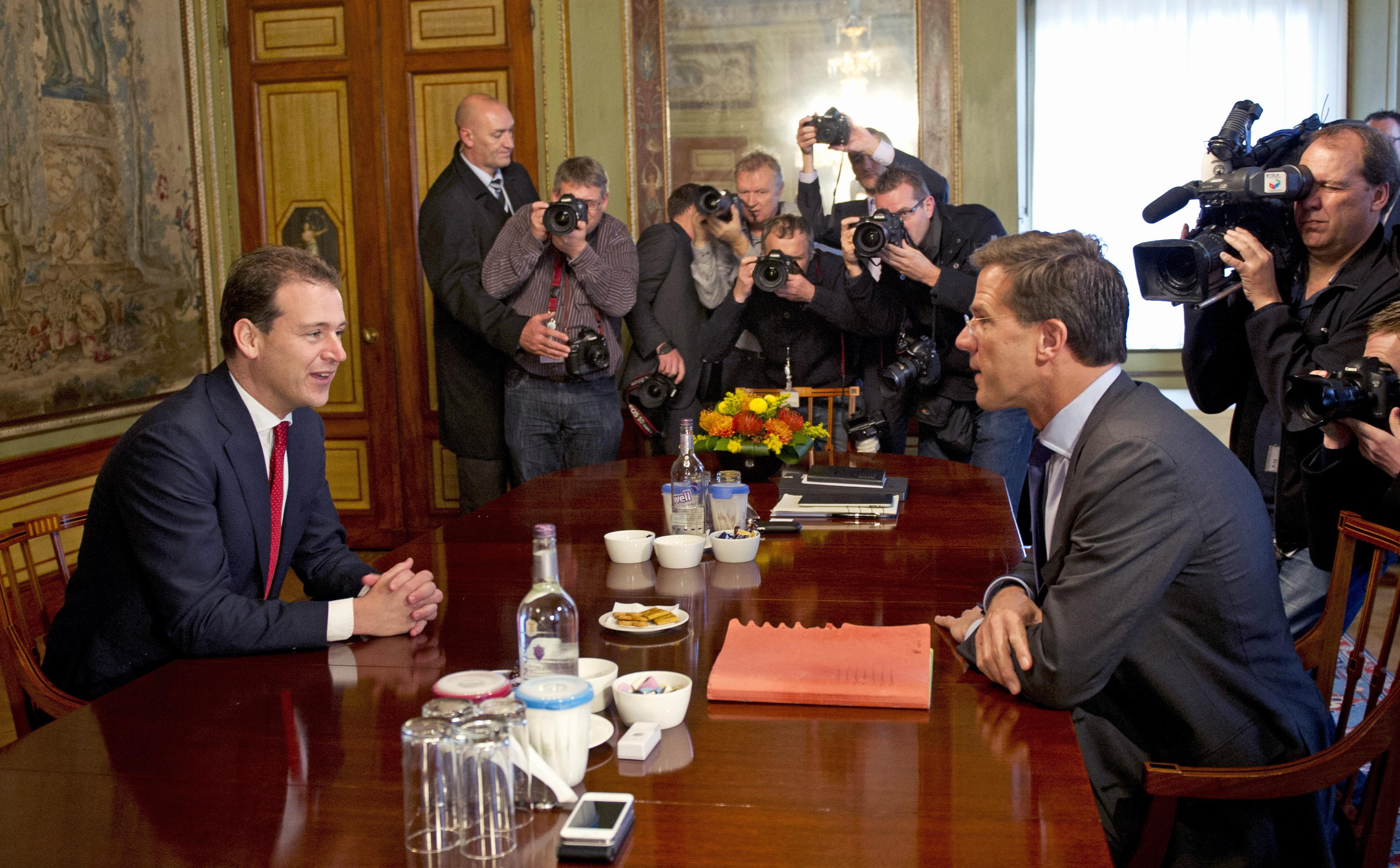
Formateur Mark Rutte ontvangt beoogd minister en vicepremier Lodewijk Asscher tijdens de kabinetsformatie van 2012.

Zodra de beoogde coalitiepartners een conceptregeerakkoord zijn overeengekomen, wordt een formateur benoemd met als opdracht een kabinet te formeren. Doorgaans is dit de beoogde minister-president. Al voor de formatie hebben partijen contact gezocht met potentiële bewindspersonen binnen hun partij. De formateur benadert in deze fase, in overleg met onderhandelaars van de toekomstige coalitie, de kandidaat-ministers en kandidaat-staatssecretarissen.
Na het aanvaarden van een kandidatuur wordt er onderzoek gedaan naar de dossiers over de kandidaat-bewindspersoon in het justitieel documentatieregister, bij de AIVD en bij de Belastingdienst. Vervolgens vindt een gesprek plaats tussen de kandidaat en de formateur, waarbij gevraagd wordt of er mogelijke beletselen zijn om de functie te aanvaarden. Nevenfuncties moeten worden beëindigd en zakelijke belangen moeten op afstand gezet worden. Na afloop van het gesprek bevestigt de kandidaat schriftelijk wat besproken is aan de formateur. Na afronding van alle gesprekken bespreekt de formateur het verslag met de fractievoorzitters van de beoogde coalitie en informeert de minister-presidenten van Aruba, Curaçao en Sint Maarten.
Het voornemen is om voor de kabinetsformatie van 2023-'24 na de gesprekken met de formateur hoorzittingen door de Tweede Kamerleden te houden met de beoogde bewindspersonen.

#### Constituerend beraad
Als de nieuwe ministersploeg compleet is, komen de kandidaat-ministers bijeen in het constituerend beraad. Tijdens deze vergadering worden afspraken gemaakt over procedurele zaken zoals de portefeuilleverdeling, vervangingsregeling, profiel van het kabinet en de eenheid van kabinetsbeleid. Er kunnen opmerkingen gemaakt worden over het regeerakkoord en er wordt gesproken over de regeringsverklaring. Als uit het constituerend beraad geen bezwaren komen, brengt de formateur eindverslag uit.

### Benoeming en beëdiging

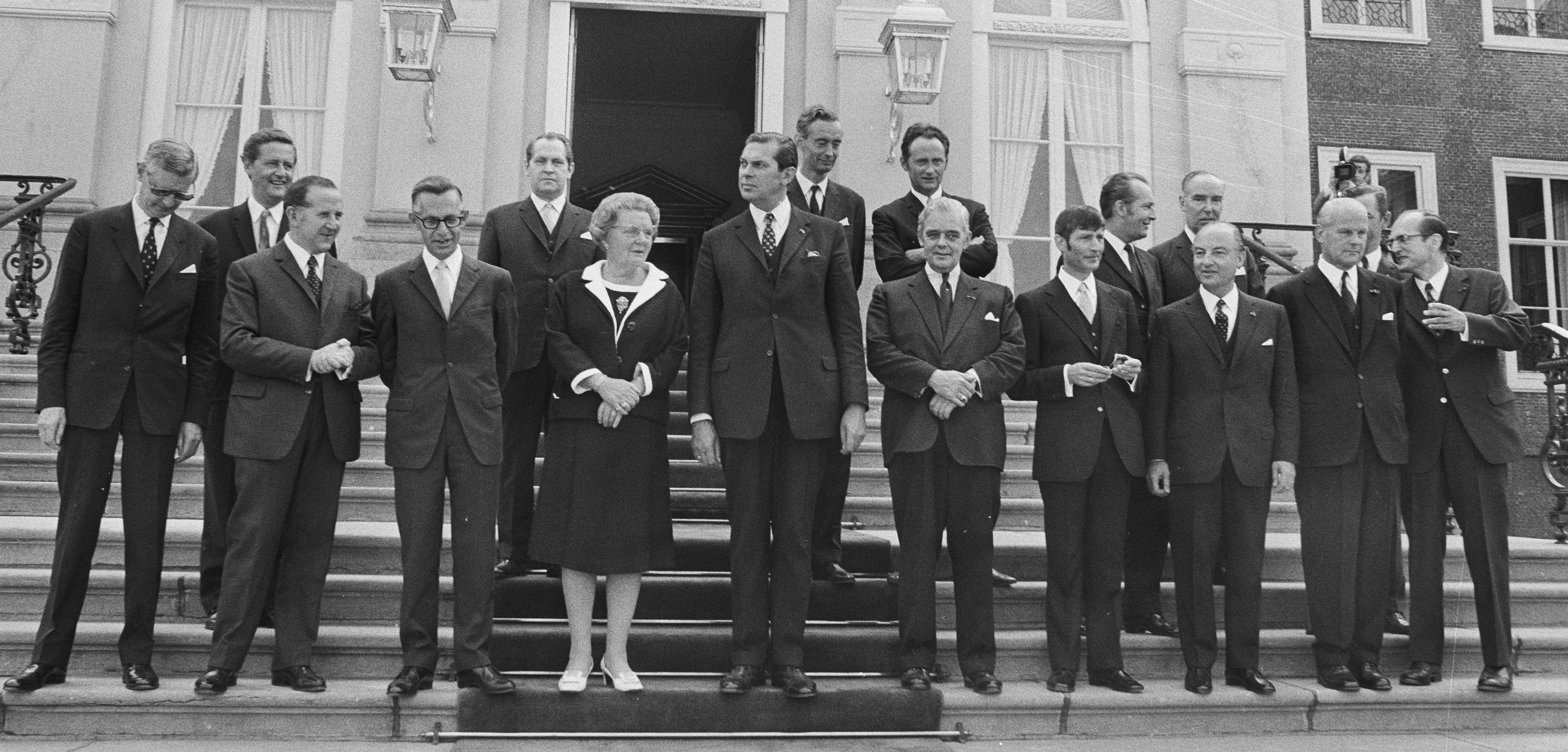
Bordesscène van het kabinet-Biesheuvel I op Paleis Huis ten Bosch na de kabinetsformatie 1971.

Zoals vastgelegd in artikel 43 en 46 van de Grondwet, tekent de koning(in) de koninklijke besluiten waarin de ontslagaanvraag van vertrekkende bewindspersonen wordt geaccepteerd en nieuwe bewindspersonen worden benoemd. De nieuwe minister-president contrasigneert de ontslagen en de benoemingen, inclusief zijn eigen benoeming. Daarmee neemt hij de ministeriële verantwoordelijkheid voor deze besluiten op zich. Bewindspersonen die reeds deel uitmaakten van het vorige kabinet worden niet opnieuw beëdigd, maar geen ontslag verleend. De nieuwe bewindspersonen zweren of beloven, zoals vastgelegd in artikel 49 van de Grondwet, vervolgens trouw aan de koning(in), het Statuut voor het Koninkrijk en de Grondwet, en leggen ten overstaan van de koning(in) een zuiveringseed af. De eed of verklaring kan ook in het Fries worden afgelegd. Sinds 2012 wordt dit op televisie uitgezonden.

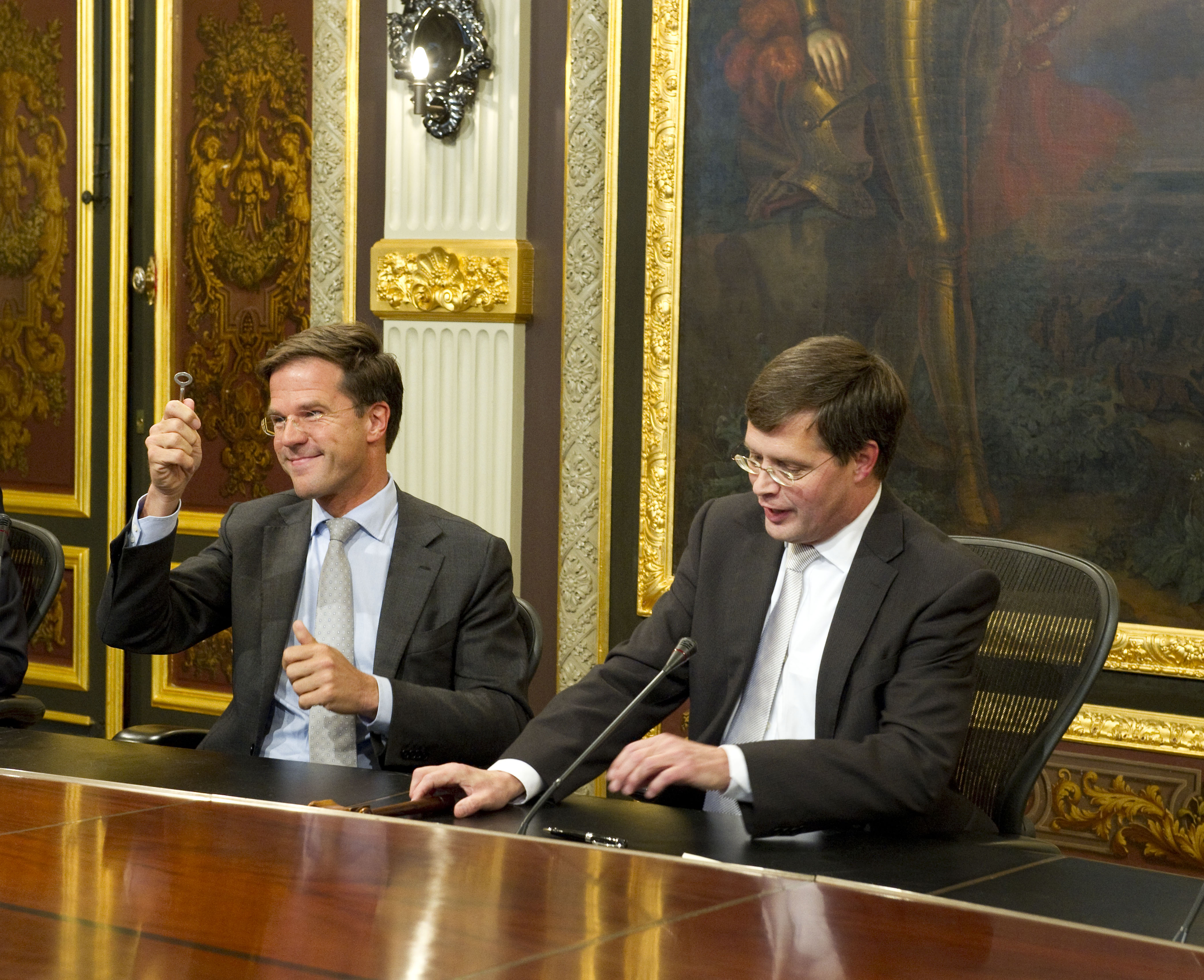
Premier Mark Rutte (links) ontvangt na afloop van de kabinetsformatie 2010 de sleutel van het Torentje van afscheidend premier Jan Peter Balkenende (rechts)

Het is gebruik sinds 1971 dat na beëdiging de nieuwe ministersploeg samen met de koning(in) gefotografeerd wordt tijdens de 'bordesscène'. Na afloop gaan de ministers naar hun departement waar de officiële overdracht plaatsvindt. Zo overhandigd de minister van Financiën de sleutel van de schatkist en krijgt de nieuwe premier de sleutel van de werkkamer in het Torentje. Er wordt door beide ministers een proces-verbaal van overdracht getekend.

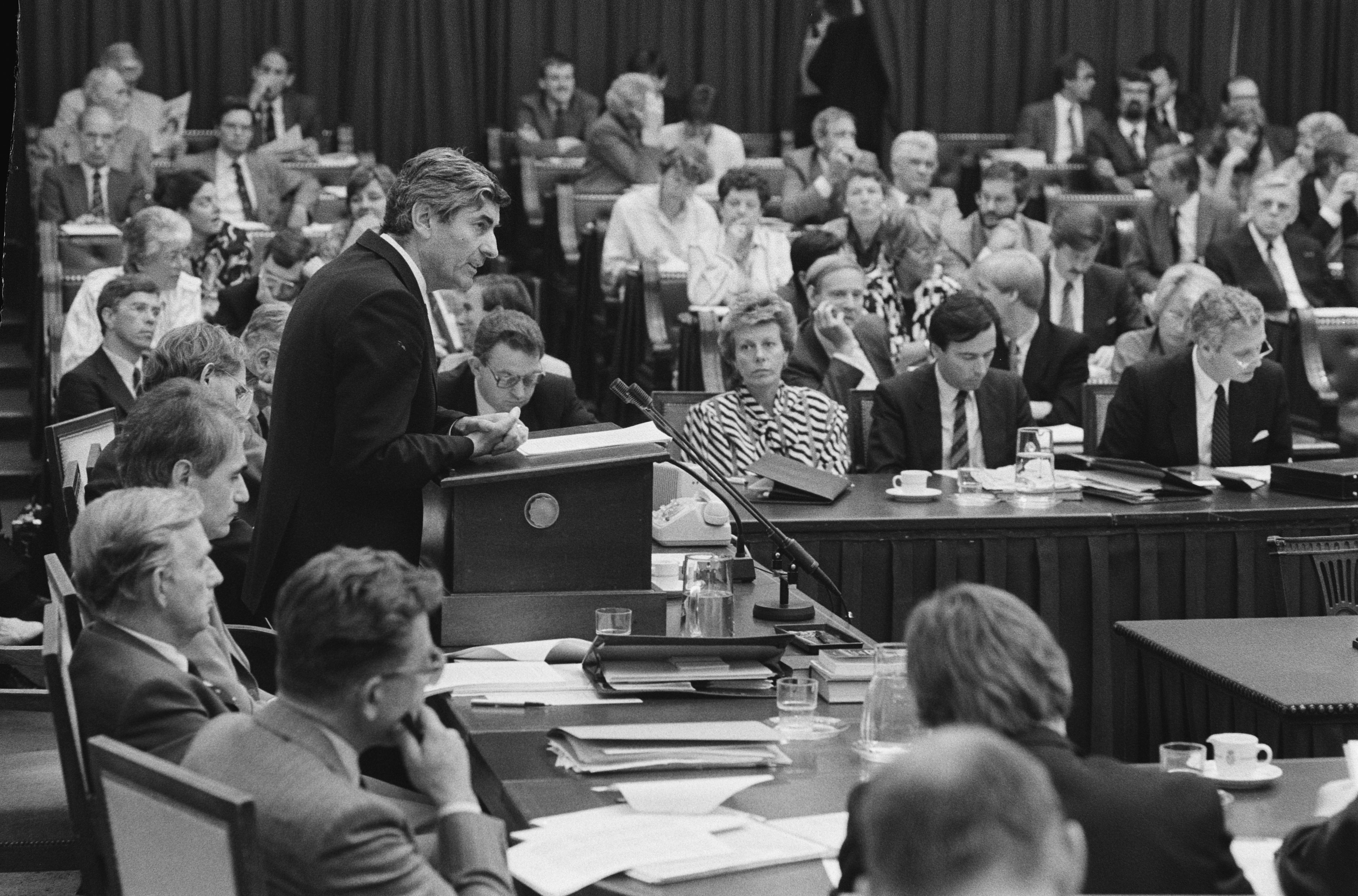
Premier Ruud Lubbers tijdens het debat over de regeringsverklaring na de kabinetsformatie van 1986.

Enkele dagen later vindt de eerste ministerraad plaats, waar als eerste agendapunt de conclusies van het constituerend beraad worden opgevoerd. In de ministerraad wordt ook de regeringsverklaring besproken en uiteindelijk vastgesteld. In de dagen na de beëdiging spreekt de minister-president de regeringsverklaring uit, waarmee hij de verantwoordelijkheid neemt voor de kabinetsformatie en de totstandkoming van het kabinet. Vervolgens volgt een debat. Het debat is het eerste moment waarop de Kamer zich kan uitspreken over het vereiste vertrouwen in het kabinet (de ongeschreven vertrouwensregel). Als in dat debat geen motie van wantrouwen wordt aangenomen, is de formatie volledig voltooid.

## Bureau Kabinetsformatie
De verkenners, informateurs en formateurs worden ondersteund door het 'Bureau Kabinetsformatie'. Dit bestaat uit twee raadsadviseurs van het ministerie van Algemene Zaken, de directeur-generaal van de Rijksvoorlichtingsdienst (RVD), twee secretarissen en een intendant. Zij worden voor de duur van de formatie gedetacheerd bij de griffier van de Tweede Kamer en zijn geen verantwoording schuldig aan Algemene Zaken. Onder het 'Bureau Kabinetsformatie' valt ook het 'Bureau Woordvoering Kabinetsformatie', wat tijdens de formatie mededelingen doet. Ook dit is gedurende de formatie afgescheiden van de RVD. Aan het einde van de formatie wordt het Bureau Kabinetsformatie opgeheven en het archief wordt ondergebracht bij Algemene Zaken.

## Historische ontwikkeling

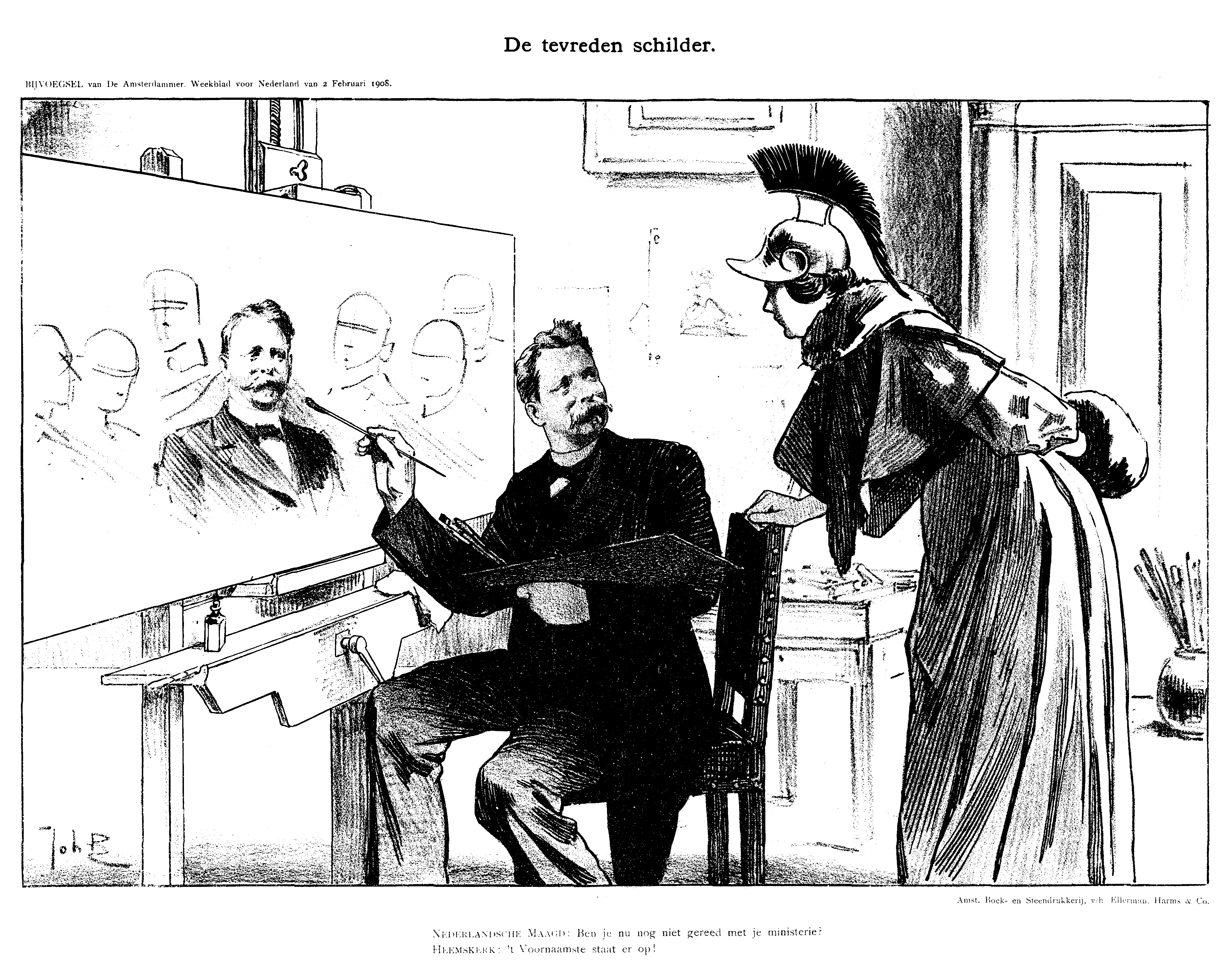
Spotprent kabinetsformatie 1908 in De Groene Amsterdammer: formateur Theo Heemskerk heeft alleen nog zichzelf op het oog voor zijn kabinet. Zijn ploeg werd met 2025 dagen het langstzittende Nederlandse kabinet ooit.

Het proces van kabinetsformatie kent z'n achtergrond in de Grondwetsherziening van 1848, de invoering van het parlementaire stelsel. Voor die tijd lag de regerende taak en bevoegdheid bij de koning en werkten de ministers vooral in zijn dienst. Het proces is sindsdien verder veranderd, waarbij het parlement een steeds grotere rol kreeg, parlementarisering genoemd.
Aanvankelijk had het staatshoofd alsnog een grote rol in de formatie. Na de Luxemburgse kwestie in 1868 werd de vertrouwensregel bevestigd en kon de koning geen kabinet meer vormen tegen de wens van de meerderheid van de Tweede Kamer. Dit werd nogmaals bevestigd in 1939, toen het kabinet-Colijn V al bij de regeringsverklaring weggestemd werd. Dit kabinet was door formateur Hendrikus Colijn zonder overleg met de Kamer samengesteld.
Vanaf koningin Wilhelmina werd het praktijk dat het staatshoofd advies vraagt aan de voorzitters van de Eerste en Tweede Kamer, de vice-president van de Raad van State en eventueel de ministers van staat. Vanaf 1946 werden ook alle fractievoorzitters in de Tweede Kamer door het staatshoofd om advies gevraagd.
Naar aanleiding van de adviezen wees het staatshoofd een formateur aan. Tot 1963 was het gebruikelijk dat de formateur op eigen houtje het kabinet samenstelde en een regeerakkoord redigeerde. In 1951 werd de informateur geïntroduceerd, die in feite de taak had te onderzoeken welke partijen samen een coalitie willen vormen maar door de jaren heen steeds meer het werk is gaan doen wat de formateur deed. De formateur werd gaandeweg slechts verantwoordelijk voor het selecteren van de bewindspersonen.
In 1970 nam de Tweede Kamer de motie-Kolfschoten aan, waarmee de Kamer zelf een formateur kan voorstellen die het staatshoofd dan benoemt. Van die mogelijkheid is echter nooit gebruik gemaakt. Sinds 2012 heeft de Tweede Kamer, door aanpassing van het Reglement van Orde van de Tweede Kamer, de regie in de kabinetsformatie. De verkennende fase van de kabinetsformatie is echter niet vastgelegd in het Reglement.

## Kritiek
Over de gang van zaken bij een kabinetsformatie en de werking van regeerakkoorden in de parlementaire praktijk, is bij elke formatie kritiek. Niet alleen in het parlement, ook uit wetenschappelijke hoek. Volgens politicoloog Carla van Baalen kunnen de klachten onderverdeeld worden in drie categorieën: gebrek aan dualisme, democratisch tekort en de spelregels.

### Dualisme
De kabinetsformaties zijn sinds 1946 monistischer geworden, in plaats van de dualistische verhoudingen die tussen de Tweede Kamer en het kabinet beoogd zijn. Het regeerakkoord is in die jaren steeds meer opgesteld in overleg met de Tweede Kamerfracties van de coalitiepartijen. Zij committeren zich daarmee vooraf aan de afspraken en zijn daarom minder kritisch tegenover het kabinet. Gesuggereerde alternatieven hiervoor zijn regeerakkoorden op hoofdlijnen, een minderheidskabinet of een extraparlementair kabinet.

### Democratisch tekort
Kritiek op de formatie richt zich ook op het bestaan van een democratisch tekort. Kiezers hebben invloed op welke partijen in de Kamer komen, maar hebben geen invloed op welke partijen vervolgens in kabinet toetreden. Zo is er een zwak verband tussen verkiezingsuitslagen en de formatie. Het kan gebeuren dat partijen die de verkiezingen hebben verloren tijdens de formatie samen tot een akkoord komen en toetreden tot een kabinet, terwijl partijen die zetels hebben gewonnen in de oppositie terechtkomen.
Een voorstel om het tekort te verkleinen, is een democratisch gekozen formateur. De formateur wordt dan tegelijk met de Tweede Kamerverkiezingen verkozen door kiezers. Het idee werd gelanceerd door Jan Glastra van Loon in 1965. Dit werd onder meer aanbevolen door de staatscommissie-Cals/Donner (1971) en staatscommissie parlementair stelsel (2018), maar afgewezen door de staatscommissie-Biesheuvel (1985) en de commissie-De Koning (1993).
Een groot deel van de beloften uit de doorberekeningen van de verkiezingsprogramma's van het Centraal Planbureau komt overeen met het uiteindelijke regeerakkoord. Een aantal onderdelen vallen wel vaak anders uit. Burgers krijgen beloofde lagere belastingen zelden of nooit, terwijl bedrijven deze onverwachts wel krijgen. De uitgaven van de overheid vallen hoger uit, behalve het onderwijs. Regeerakkoorden nivelleren meer en geven ook meer uit aan uitkeringsgerechtigden. Mogelijke verklaringen hiervoor zijn dat een kabinet goed van start wil gaan waarbij de koopkracht van alle groepen in Nederland vooruitgaat, dat bij het onderhandelen alle partijen iets willen binnenhalen wat opgelost wordt met hogere uitgaven en verliesaversie.
De kabinetsformatie wordt gezien als intransparant. De daadwerkelijke onderhandelingen vinden doorgaans plaats achter gesloten deuren.

### Spelregels
Een van de spelregels die Van Baalen identificeerde is voortvarendheid; er moet zo kort mogelijk een demissionair kabinet zitten. Kabinetsformaties in Nederland duren echter langer dan in andere landen. De langste formatie was de kabinetsformatie van 2021-'22 die 299 dagen duurde. De duur van formaties wordt beïnvloed door of het na verkiezingen plaatsvindt, hoeveel partijen er zijn en hoe gefragmenteerd de uitslag is. Een langere formatie heeft geen invloed op de stabiliteit van een kabinet.